# Chiesa di San Rocco (Magenta)
La chiesa dei santi Rocco e Sebastiano (definita popolarmente Chiesa di San Rocco) a Magenta, è un edificio religioso risalente alla seconda metà del XV secolo.

## Storia e descrizione

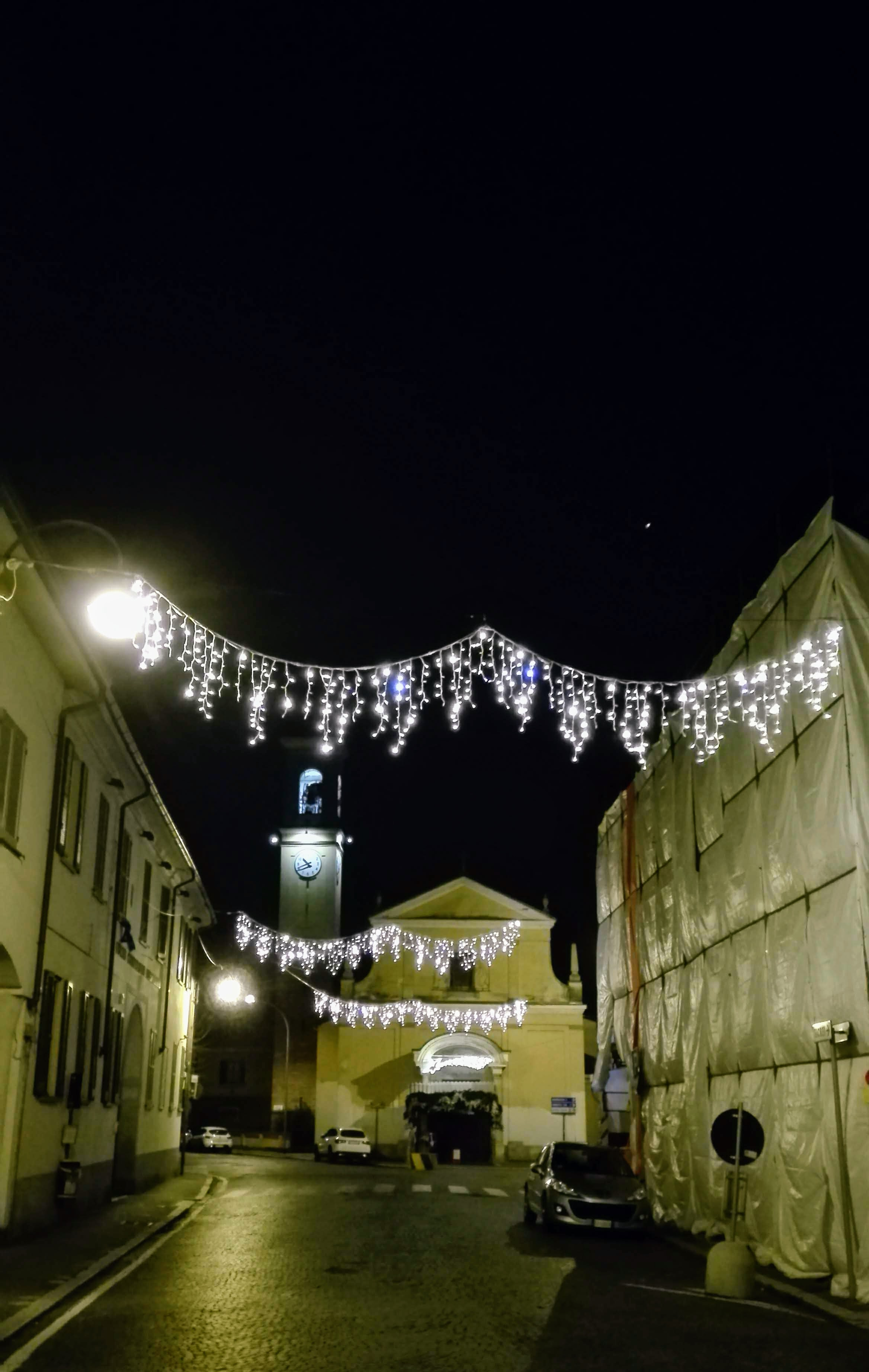
La chiesa di San Rocco di Magenta

La sua origine risale al periodo in cui in Italia si diffonde il culto dei Santi Rocco e Sebastiano. Il primo documento che ne riporta l'esistenza è datato 24 agosto 1524 ed è il testamento del nobile Antonio Capelli di Chieri che lascia a questa chiesa parte delle proprie sostanze. Nel 1571 vi s'insedia la Scuola dei Disciplinati per ordine di san Carlo Borromeo. Nel 1701, in occasione di una visita pastorale, si rileva per la prima volta la presenza di una cappella dedicata a San Giovanni Battista. Due anni più tardi avviene il riconoscimento ecclesiastico delle reliquie dei santi Silvano e Simpliciano, conservate nella chiesa magentina ed esposte alla venerazione dei fedeli. 
La facciata, piuttosto semplice, è articolata verticalmente su tre piani e completata ai lati del timpano da due obelischi barocchi. La navata interna è coperta da una volta a botte, suddivisa in tre campate. Una particolare attenzione merita l'organo, pregevole opera dei fratelli Prestinari di Magenta risalente, come citato da una targa, al 18 novembre 1878. Sul fianco destro della chiesa, si trova un "mortorio", un tempietto di autore ignoto nel XVII secolo che doveva ricordare ai passanti il mistero della morte, mediante esposizione dei teschi, ancor oggi visibili.
Il secondo giorno del mese di settembre viene festeggiato il rione di San Rocco, quartiere adiacente all'omonima Chiesa, mentre il 16 agosto si tiene la locale fiera dedicata al culto del Santo.
Dal 2017 è divenuta sede anche della parrocchia ortodossa di San Nicola per la comunità ortodossa magentina.

### Campane
La chiesa possiede un concerto di 5 campane in Lab3 Maggiore, le cui tre maggiori sono state fuse nel 1953 da Roberto Mazzola di Valduggia (VC); mentre le 2 minori sono state aggiunte, sempre dal Mazzola, nel 1987. Le campane suonano a sistema ambrosiano.
| Campana | Nota nominale | Fonditore e Anno di fusione         | Diametro |
| ------- | ------------- | ----------------------------------- | -------- |
| Prima   | Mib4          | Roberto Mazzola nel 1987 (aggiunta) | 600 mm   |
| Seconda | Reb4          | Roberto Mazzola nel 1987 (aggiunta) | 669,5 mm |
| Terza   | Do4           | Roberto Mazzola nel 1953            | 700 mm   |
| Quarta  | Sib3          | Roberto Mazzola nel 1953            | 801 mm   |
| Quinta  | Lab3          | Roberto Mazzola nel 1953            | 901,5 mm |